# Brandico
Brandico är en ort och kommun i provinsen Brescia i regionen Lombardiet i Italien. Kommunen hade 1 707 invånare (2018).